# 弦間明
弦間 明（げんま あきら、1934年 - ）は、日本の実業家。山梨県出身。資生堂代表取締役社長、資生堂相談役を歴任。

## 略歴
1959年、早稲田大学商学部を卒業。その後、資生堂に入社。 
2002年フランス国家功労勲章オフィシエ受章。
2005年旭日中綬章受章。

## 年表
- 1934年 - 山梨県に生まれる
- 1959年 - 早稲田大学商学部卒業、株式会社資生堂入社
- 1982年 - シセイドウコスメティチ（イタリア）取締役社長
- 1987年 - 取締役チェイン部長
- 1997年 - 株式会社資生堂代表取締役社長
- 2001年 - 株式会社資生堂代表取締役執行役員会長
- 2003年 – 株式会社資生堂相談役
- 2004年 – コナミグループ株式会社社外取締役
- 2013年 – 株式会社資生堂特別顧問
- 2015年 – テレビ朝日ホールディングス株式会社取締役監査等委員、株式会社テレビ朝日監査役
- 2021年 – コナミグループ株式会社社外取締役監査等委員、THE WHY HOW DO COMPANY株式会社社外取締役
- 2023年 – コナミグループ株式会社上席顧問

## 公職
- 財団法人日伊協会副会長
- 財団法人流通経済研究所理事
- 財団法人バイオインダストリー協会理事
- 日本取締役協会副会長

など 

## 著書
- 『共に輝く　21世紀と資生堂』求龍堂、2000年

### 受賞歴
- 2002年 - フランス国家功労勲章受章[1]
- 2005年 - 公正取引委員会経済取引局長表彰
- 2005年 - 旭日中綬章受章[2]